# Katrineholms stad
Katrineholms stad var en tidigare kommun i Södermanlands län. 

## Administrativ historik
Katrineholms municipalsamhälle inrättades 13 juli 1883 inom Stora Malms landskommun. 1917 bildades Katrineholms stad genom en utbrytning ur landskommunen. 1971 gick staden upp i den då nybildade Katrineholms kommun.
I likhet med andra under 1900-talet inrättade stadskommuner fick staden inte egen jurisdiktion utan låg fortsatt under landsrätt, till 1948 i Oppunda tingslag, däreftet i Oppunda och Villåttinge tingslag.
Katrineholms församling bildades relativt sent, 1961 som en utbrytning ur Stora Malms församling. 

### Sockenkod
För registrerade fornfynd med mera så återfinns staden inom ett område definierat av sockenkod 0339 som motsvarar den omfattning staden hade kring 1950.

## Stadsvapnet
Blasonering: En röd sköld, genom ett omvänt gaffelkors av guld delad i tre fält; i första fältet en Mercuriestav, i andra en hammare och i tredje en ros, allt av sagda metall.
Staden Katrineholm uppstod som knutpunkt mellan Västra stambanan och dåvarande Östra stambanan (numera Södra stambanan). Detta symboliseras av gaffelkorset. De andra elementen symboliserar handel, industri och trädgårdsnäring. Vapnet fastställdes 1918. Den nya kommunen beslutade att överta stadsvapnet i oförändrad form och lät registrera det i PRV 1974.

## Geografi
Katrineholms stad omfattade den 1 januari 1952 en areal av 21,24 km², varav 18,07 km² land. Efter nymätningar och arealberäkningar färdiga den 1 januari 1961 omfattade staden samma datum en areal av 21,83 km², varav 18,42 km² land.

### Tätorter i staden 1960
I Katrineholms stad fanns del av tätorten Katrineholma, som hade 18 832 invånare i staden den 1 november 1960. Tätortsgraden i staden var då 99,1 procent.

## Politik

### Mandatfördelning i valen 1919–1966
| 2 | 12 | 12 | 4 |

| 28 |

| 2 | 11 | 11 | 6 |

| 28 |

| 3 | 12 | 6 | 9 |

| 29 |

| 18 | 4 | 2 | 6 |

| 30 |

| 17 | 5 | 2 | 6 |

| 30 |

| 19 | 6 | 5 |

| 27 |

| 20 | 6 | 4 |

| 28 |

| 19 | 7 | 4 |

| 27 |

| 2 | 17 | 7 | 4 |

| 26 |

| 20 | 7 | 3 |

| 26 |

| 19 | 7 | 4 |

| 25 | 5 |

| 19 |  | 5 | 5 |

| 26 |

| 20 |  | 5 | 4 |

| 25 | 5 |

| 2 | 20 | 2 | 6 |  | 4 |

| 29 | 6 |